# Хігуті Рей
Рей Хігуті (яп. 樋口黎; нар. 28 січня 1996, Ібаракі, префектура Осака) — японський борець вільного стилю, чемпіон та срібний призер Олімпійських ігор, чемпіон світу.

## Біографія

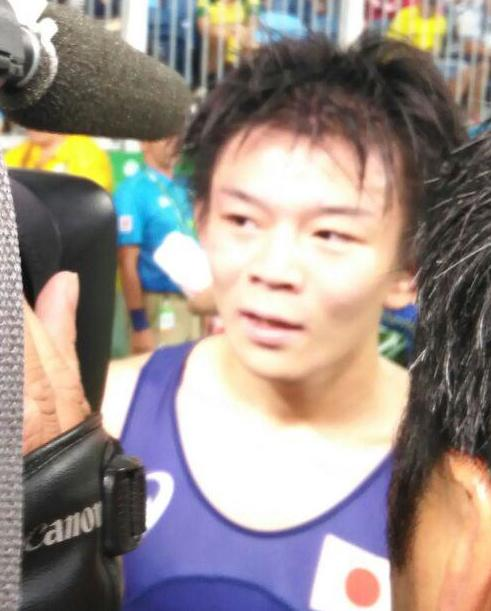
Рей Хігуті на літніх Олімпійських іграх 2016 року в Ріо-де-Жанейро

Є студентом Японського університету спортивної науки, за борцівський клуб якого і виступає на внутрішніх змаганнях. У клубі тренується під керівництвом Кеніті Юмото, у збірній — під керівництвом Кадзухіто Сакае та Такахіро Вада.
У липні 2012 року став чемпіоном Азії серед кадетів.
У жовтні 2015 року він зламав праву руку. Незважаючи на те, що лікарі йому заявили, що відновлювальний період займе три місяці, він повернувся на килим у грудні 2015 року, щоб виграти всеяпонський турнір.
До 2016 року, Рей Хігуті не мав досвіду не лише перемог, а й взагалі виступів на змаганнях найвищого рівня серед дорослих, таких як Олімпійські ігри, чемпіонат світу, чемпіонат Азії, або Азійські ігри. У 2016 році йому вдалося перемогти на декількох міжнародних борцівськи турнірах, а найважливіше — на Олімпійському кваліфікаційному турнірі з вільної боротьби, що дозволило йому отримати олімпійську ліцензію. На літніх Олімпійських ігор 2016 року в Ріо-де-Жанейро на шляху до півфіналу він досить упевнено перемагав своїх супротивників, серед яких були дворазовий чемпіон світу і призер попередньої Олімпіади Ян Кьон Іл з Північної Кореї, досвідчений Асадулла Лачинов з Білорусі, дворазовий панамериканський чемпіон, переможець Панамериканських ігор та призер чемпіонату світу Йовліс Бонне з Куби. Та головною сенсацією стала перемога у сутичці за вихід у фінал Олімпіади двадцятирічного японця над чемпіоном світу і Азії, багаторазовим призером цих змагань Хассаном Рахімі з Ірану, який після легкої перемоги над дворазовим чемпіоном світу Віктором Лебедєвим з Росії вважався фаворитом в поєдинку з Хігуті. У фіналі молодий японський спортсмен зустрівся з діючим чемпіоном світу, срібним призером попередньої Олімпіади Владімером Хінчегашвілі з Грузії. У напруженій боротьбі перемогу з мінімальною перевагою здобув грузинський борець, причому вирішальний бал він здобув у кінцівці сутички. Наступну домашню Олімпіаду Рей Хігуті пропустив, а вже на літніх Олімпійських іграх 2024 року в Парижі, здобувши перемогу у фіналі над американцем Спенсера Лі, став олімпійським чемпіоном.

## Спортивні результати на міжнародних змаганнях

### Виступи на Олімпіадах
| Змагання                    | Збірна | Вагова категорія          | Місце  |
| --------------------------- | ------ | ------------------------- | ------ |
| Літні Олімпійські ігри 2016 | Японія | вільна боротьба, до 57 кг | Срібло |
| Літні Олімпійські ігри 2024 | Японія | вільна боротьба, до 57 кг | Золото |

### Виступи на Чемпіонатах світу
| Змагання                        | Збірна | Вагова категорія          | Місце  |
| ------------------------------- | ------ | ------------------------- | ------ |
| Чемпіонат світу з боротьби 2022 | Японія | вільна боротьба, до 61 кг | Золото |
| Чемпіонат світу з боротьби 2023 | Японія | вільна боротьба, до 57 кг | Срібло |

### Виступи на Чемпіонатах Азії
| Змагання                       | Збірна | Вагова категорія          | Місце  |
| ------------------------------ | ------ | ------------------------- | ------ |
| Чемпіонат Азії з боротьби 2017 | Японія | вільна боротьба, до 61 кг | Бронза |
| Чемпіонат Азії з боротьби 2022 | Японія | вільна боротьба, до 61 кг | Золото |

### Виступи на інших змаганнях
| Змагання                                                     | Збірна | Вагова категорія          | Місце  |
| ------------------------------------------------------------ | ------ | ------------------------- | ------ |
| Кубок Президента Бурятської Республіки з боротьби 2015       | Японія | вільна боротьба, до 57 кг | Бронза |
| Відкритий чемпіонат Монголії з боротьби 2015                 | Японія | вільна боротьба, до 57 кг | Бронза |
| Олімпійський кваліфікаційний турнір з боротьби 2016 (Астана) | Японія | вільна боротьба, до 57 кг | Золото |
| Перлина Македонії 2016                                       | Японія | вільна боротьба, до 61 кг | Золото |
| Меморіал Вацлава Циолковського 2016                          | Японія | вільна боротьба, до 57 кг | Золото |
| Гран-прі «Іван Яригін» 2017                                  | Японія | вільна боротьба, до 61 кг | Бронза |
| Всеяпонський відкритий чемпіонат з боротьби 2018             | Японія | вільна боротьба, до 65 кг | Срібло |
| Турнір Дмитра Коркіна 2018                                   | Японія | вільна боротьба, до 65 кг | 7      |
| Чемпіонат Японії з боротьби 2018                             | Японія | вільна боротьба, до 65 кг | 5      |
| Чемпіонат Японії з боротьби 2019                             | Японія | вільна боротьба, до 57 кг | Золото |
| Чемпіонат Японії з боротьби 2020                             | Японія | вільна боротьба, до 57 кг | Бронза |
| Олімпійський кваліфікаційний турнір з боротьби 2020 (Алмати) | Японія | вільна боротьба, до 57 кг | 9      |
| Меморіал Імре Поляка та Яноша Варги 2024                     | Японія | вільна боротьба, до 57 кг | Золото |

### Виступи на змаганнях молодших вікових груп
| Змагання                                      | Збірна | Вагова категорія          | Місце  |
| --------------------------------------------- | ------ | ------------------------- | ------ |
| Чемпіонат Азії з боротьби серед кадетів 2012  | Японія | вільна боротьба, до 54 кг | Золото |
| Чемпіонат світу з боротьби серед кадетів 2013 | Японія | вільна боротьба, до 58 кг | 8      |
| Чемпіонат світу з боротьби серед юніорів 2015 | Японія | вільна боротьба, до 60 кг | 21     |
| Чемпіонат світу з боротьби серед молоді 2018  | Японія | вільна боротьба, до 65 кг | Золото |